# 永井啓夫
永井 啓夫（ながい ひろお、1927年10月 - 2006年11月）は、日本の民俗芸能評論家・研究者。

## 生涯
東京生まれ。日本大学国文科卒業。1997年まで日本大学文理学部国文科教授を務める。舞踊の作詞家としても活躍、代表作に新内『広重八景』。
正岡容の門下。同門には小沢昭一、大西信行、3代目桂米朝、都筑道夫、加藤武、小島貞二らがいる。
小沢昭一、大西信行、3代目桂米朝、加藤武らとは、東京やなぎ句会を結成して俳人として活動した。
大学の教え子に、演芸作家の稲田和浩がいる。

## 著書

### 単著
- 『三遊亭円朝』青蛙房 1962 のち青蛙選書
- 『寺門静軒』理想社 1966
- 『市川小団次』青蛙房 1969 のち「四代市川小団次」として再刊
- 『日本芸能行方不明 : 近世芸能の落日』新しい芸能研究室 1987

### 編著・共著
- 『古典落語大系』全8巻、江國滋、大西信行、矢野誠一、三田純市共編 三一書房、1969　のち三一新書、のち静山社文庫
- 『芸双書』全10巻 小沢昭一・永井啓夫・南博 共編 白水社 1982
- 『彦六からの手紙 : <林家正蔵会>の記録』永井啓夫、伊東清 編 三一書房 1996
- 『アジアの芸術論 : 演劇理論集』永井啓夫、宮尾慈良 編 勉誠社 1998
- 『友あり駄句あり三十年―恥多き男づきあい春重ね』入船亭扇橋、柳家小三治、江国滋、大西信行、三田純市、桂米朝、永井啓夫、矢野誠一、永六輔、神吉拓郎、小沢昭一、加藤武、東京やなぎ句会 (編集) 日本経済新聞社 1999
- 『完本正岡容寄席随筆』正岡容（著）、桂米朝、小沢昭一、大西信行、永井啓夫 編、岩波書店 2006